# Пулинець Олександр Степанович
Пулинець Олександр Степанович (нар. 5 грудня 1905 — пом. 31 жовтня 1980) — літературознавець. Заслужений працівник культури України.

## Життєпис
Народився 5 грудня 1905 року в м. Ніжин, тепер Чернігівської області.
Учасник Другої Світової війни. Упродовж 1945—1978 рр. працював у Чернівецькому державному університеті викладачем, доцентом, деканом філологічного факультету, завідувачем кафедри російської літератури. Кандидат філологічних наук. Автор «Короткого словника літературознавчих термінів» (у співавторстві з професором Василем Лесиним). Помер 31 жовтня 1980 року, Чернівці. На вулиці Університетській, 12 на честь нього встановлено меморіальну дошку: «У цьому будинку у 1956—1980 рр. жив видатний український філолог, публіцист, заслужений працівник культури України Олександр Степанович ПУЛИНЕЦЬ (1903—1980)».
Згадується в автобіографії письменника Василя Чапленка «На довгій ниві мого віку» (1975) — Чапленко до свого звільнення в 1933-му очолював кафедру мовознавства, а Пулинець — кафедру української літератури Луганського педагогічного інституту,